# Can Flaquer de la Vall
Can Flaquer de la Vall és una obra del municipi de Castellgalí (Bages) inclosa en l'Inventari del Patrimoni Arquitectònic de Catalunya.

## Descripció
Es tracta d'una masia assentada sobre un terreny rocós. De planta rectangular i formada per planta baixa, pis i golfes. S'hi accedeix per un camí que arriba a la façana posterior de la casa on l'entrada és a nivell del primer pis. L'entrada original és d'arc de mig punt adovellat i comunica a la planta baixa de la casa on es poden observar dos panys de paret "d'opus spicatum". També un celler i altres dependències en les que s'hi troba una gran pica de pedra. L'habitatge està al primer pis. A l'exterior destaquen els cairons aixamfranats i als ampits i brancals d'obertures de pedra. Per les dates trobades inscrites en diferents llocs sembla que la masia va sofrir una transformació i ampliació al segle xviii. La torre adossada a la façana de ponent és una restauració recent.

### Parts
Sala de cups -1-:
Format per una construcció de planta rectangular amb obertures de llinda de pedra que conté dos cups situada a un nivell alt del terreny. Adossada a aquesta construcció i a un nivell més baix hi ha una petita construcció amb coberta de lloses de pedra a l'interior de la qual hi ha les boixes dels cups. A l'interior és de volta de pedra. La coberta dels cups està esfondrada. A l'exterior, abandonada, hi ha la pedra de base de la premsa.
Sala de cups -2-:
Format per una construcció de planta rectangular coberta amb volta de pedra situada a un nivell més alt del terreny, i adossat a la part posterior i a un nivell més alt tres cups. D'aquests, un és de forma quadrada a l'exterior i els altres de forma circular. Han estat espoliats traient-ne els cairons que els revestien a l'interior. En el cos més baix, a l'interior s'hi observen les boixes. A l'exterior de la construcció hi ha la pedra de base de la premsa que està abandonada. Dos dels cups mantenen la coberta.

## Història
No es conserva documentació relacionada amb aquesta masia, tan sols algun document notarial solt a l'Arxiu Comarcal de Manresa, i alguna cita de la casa a documentació parroquial (Arxiu Episcopal de Vic) o municipal (Arxiu Municipal de Castellgalí). El mas ja devia existir en època medieval, com ho demostra la paret d'opus spicatum. Probablement seria abandonada més tard i va ser ampliada i tornada a edificar sobre les ruïnes a principis del segle xviii, tal com mostren les dates inscrites en diferents llocs, moment probable en que també es farien les tines de la casa i els dos conjunts de tines a les vinyes, així com el forn d'obra, el pou i la fassina. Es conserva un document de venta de vinyes a l'Arxiu de Manresa (notari Josep Mandres, 18.02.1829, f.11) en el que s'especifica la venda de les vinyes de la soleia i l'obaga del Flequer feta pel propietari del mas Flequer, Pere Guàrdia, a Domingo Bohigues i Feliu de Manresa. Especifica els parcers de cada zona (8 a l'obaga i 5 a la soleia), també especifica que li deixa al comprador dues tines, una a la soleia i l'altra al Flequer.
La casa del Flequer era una de les millors de la zona de la vall d'Artiques car té aigua pròpia i en abundància, ja que té una deu en què fins i tot a l'estiu i en temps de sequera hi ha aigua. Hi tenien un safareig, del qual ara només en resta algun pany de paret, al costat de la fassina que hi ha vora la casa on hi tenien un tub on sempre anava rajant l'aigua, algunes dones de cases de les rodalies que tenien poca aigua de vegades baixaven a rentar.
Abans a la zona compresa entre el Gall, Casassaies i el Flequer, la gent del poble hi tenien vinyes. De la banda del Flequer baixaven el raïm a bast amb mules. Les cases que tenien la vinya per aquella zona eren Cal Cintet i Cal Llorenç. La brisa la venien a Manresa on la cremaven i feien esperit, tot i que durant una època també l'aprofitaven a can Flequer que tenia fassina.
A la masia hi consten diverses inscripcions: A llindes de l'interior de la casa: 1729. 1766. Llinda del balcó: 1735. Paviment de la planta baixa: 1762
El mes de desembre de 2001, el ciutadà alemany Hans-Curd Welsch compra la masia i va començar unes obres de restauració i adequació com a habitatge. L'any 2005, la masia i la finca que l'envolta (120 hectàrees) passen a formar part del Refugi de fauna salvatge «Vall d'Artigues», juntament amb altres quatre finques colindants.
L'any 2021 la masia està completament restaurada i la finca es gestionada pel Sr. Welsch i el seu marit, Jordi Camps i Bertran.